# Массар, Луиза Аглая
Луиза Аглая Массар (фр. Louise-Aglaé Massart, урождённая Массон, фр. Masson; 10 июня 1827 — 26 июля 1887) — французская пианистка и музыкальный педагог. Жена скрипача Ламбера Массара (с 1849 г.).
Окончила Парижскую консерваторию (1840), ученица Мари-Анны Кош и Жана Луи Адана. В 1840-е гг. была личной пианисткой герцогини Орлеанской. После замужества стала хозяйкой домашнего музыкального салона и центральной фигурой кружка, к которому был близок Гектор Берлиоз. В 1856—1867 гг. выступала в составе фортепианного квинтета под руководством Жюля Арменго, аккомпанировала также Анри Вьётану. С 1874 г. и до конца жизни — профессор Парижской консерватории, среди её учеников Клотильда Клеберг и Мари Пантес. Автор ряда фортепианных переложений и концертных вариаций.